# Власенко Сергій Володимирович
Сергі́й Володи́мирович Вла́сенко (нар. 7 березня 1967, Львів) — український політик та юрист. Народний депутат України. Голова Комітету з питань державного будівництва, регіональної політики та місцевого самоврядування Верховної Ради України (з 2014 по 2019 рік). Заступник голови партії Всеукраїнське об'єднання «Батьківщина», член Вищої Ради юстиції (з 11 квітня 2014 р.).
Голосував за закон України 12414, який був ухвалений з порушенням Регламенту Верховної Ради України та підпорядкував НАБУ та САП Генеральному прокурору.

## Біографія
Сергій Власенко народився 7 березня 1967 року у місті Львів.
У 1992 році закінчив юридичний факультет Львівського державного університету імені Івана Франка за спеціальністю «правознавство», в якому навчався з 1987 року.
1984–1985 — діловод юридичного відділу Львівського заводу імені Леніна. По закінченню очного навчання у вузі став начальником юридичної служби АТ «Міжнародна Східно-Європейська Товарно-Фондова біржа». 1992–1999 — перший заступник директора львівського товариства з обмеженою відповідальністю "ВКФ «Континент-Україна-Львів». У 1993-му — юрист львівського спільного підприємств «Бінграіс ЛТД».
1993–1997 — директор львівського спільного підприємства «СЦБ — Україна».
У 1997-му отримав свідоцтво на право здійснення адвокатської діяльності, після чого переїхав до Києва.
1998–2000 — заступник голови — начальник департаменту «Центру розвитку українського законодавства» у столиці.
У 2000 році — адвокат адвокатської компанії «Правіс», потім — начальник інформаційно-аналітичного управління НАК «Нафтогаз України».
У 2000–2006 роках — старший партнер адвокатських компаній «Правіс», «Резніков, Власенко і партнери». Захищав інтереси промислово-фінансового консорціуму «Інвестиційно-металургійний союз» Ріната Ахметова і Віктора Пінчука.
2006–2008 роки — партнер юридичної фірми «Магістр і партнери».
У березні 2008 року був призначений заступником голови Державної податкової адміністрації України.

## Політична діяльність
3 червня 2008-го склав присягу народного депутата України, обраний за списком «Блоку Юлії Тимошенко», № 170 в списку. Член фракції «Блок Юлії Тимошенко — Батьківщина».
У парламенті VI скликання входив до складу Комітету Верховної Ради України з питань правосуддя.
З 12 грудня 2012 року — народний депутат України VII скликання, пройшов за списком ВО «Батьківщина» (№ 20). Член Комітету Верховної Ради з питань верховенства права та правосуддя.
6 березня 2013 року вищий адміністративний суд України позбавив Сергія Власенка депутатського мандата у парламенті VII скликання. Суд визнав, що Власенко, будучи народним депутатом, займався адвокатською діяльністю.
Кандидат у народні депутати від «Батьківщини» на парламентських виборах 2019 року, № 9 у списку.

## Професійна кар'єра
Протягом своєї адвокатської діяльності Сергій Власенко брав участь в ряді резонансних справ.
Зокрема, у 2004 році він захищав інтереси кандидата на посаду Президента України Віктора Ющенка у справі про масові фальсифікації під час другого туру виборів, у 2005 році брав участь у приватизаційних суперечках навколо «Криворіжсталі» і «Нікопольського заводу феросплавів».
Також захищав авторські права відомого українського виконавця Андрія Данилка (сценічний псевдонім Вєрка Сердючка), відстоював інтереси іноземного підприємства «Інтер-медіа» щодо позову про визнання права власності на частку у статутному фонді українського телеканалу "Студія «1+1».
Відзначений в рейтингу «100 рекомендованих юристів» видавництва «Юридична практика».
У жовтні 2010 року Сергій Власенко відмовився від звання заслуженого юриста України, яке отримав у 2006 році, на знак протесту проти скасування Конституційним Судом закону про внесення змін до Конституції України від 8 грудня 2004 року (так званої політреформи).
Під час кримінального переслідування Юлії Тимошенко виступав її захисником.
22 лютого 2014 року Верховна Рада України повернула Власенку мандат народного депутата Верховної Ради України.

## Критика
7 липня 2016 року у Верховній Раді України сталася бійка між депутатом від фракції «Народний фронт» Сергієм Пашинським і депутатом від фракції «Батьківщина» Сергієм Власенком.
У 2016 році Власенко також задекларував, що мати подарувала йому 1,5 мільйона гривень, ставши фігурантом антикорупційного розслідування.
11 вересня 2017 року був внесений у базу центру "Миротворець" за незаконний перетин Державного кордону України. Напад на прикордонників під час виконання ними своїх обов'язків з охорони державного кордону України в складі групи осіб. Участь в підготовці незаконного перетину державного кордону України особою без українського громадянства 10 вересня 2017 року.
Власенко був одним з фігурантів розслідування Bihus.Info про народних депутатів, які оновили свої автопарки за 2020 рік. Власенко придбав нову Audi A8. Автомобіль після рестайлінгу коштував 4,3 млн грн.

## Сім'я
Батько Володимир Олексійович (1940) і мати Любов Іллівна (1939) — пенсіонери.
Перша дружина — Ольга Бура (1977–2004).
В 2006 році Сергій Власенко одружився з Наталією Окунською. Їх шлюб протривав недовго, і восени 2008 року пара розлучилася. В них є спільна донька Поліна. З тих пір триває судова тяганина між колишнім подружжям. В ході судових засідань Наталія Окунська відсудила у Сергія Власенка половину спільно нажитого майна, зокрема — половину будинку та автомобіля.
1 липня 2016 року колишня дружина Наталія Окунська повідомила, що французький суд відмовив депутату Верховної Ради України Сергію Власенку у видачі в Україну його дочки Поліни, яка проживає в Парижі зі своєю матір'ю.